# Metriopelma spinulosum
Metriopelma spinulosum là một loài nhện trong họ Theraphosidae.
Loài này thuộc chi Metriopelma. Metriopelma spinulosum được Frederick Octavius Pickard-Cambridge miêu tả năm 1897.